# RAB39A
RAB39A (англ. RAB39A, member RAS oncogene family) – білок, який кодується однойменним геном, розташованим у людей на 11-й хромосомі. Довжина поліпептидного ланцюга білка становить 217 амінокислот, а молекулярна маса — 25 007.
| 10         |  | 20         |  | 30         |  | 40         |  | 50         |
| ---------- |  | ---------- |  | ---------- |  | ---------- |  | ---------- |
| METIWIYQFR |  | LIVIGDSTVG |  | KSCLLHRFTQ |  | GRFPGLRSPA |  | CDPTVGVDFF |
| SRLLEIEPGK |  | RIKLQLWDTA |  | GQERFRSITR |  | SYYRNSVGGF |  | LVFDITNRRS |
| FEHVKDWLEE |  | AKMYVQPFRI |  | VFLLVGHKCD |  | LASQRQVTRE |  | EAEKLSADCG |
| MKYIETSAKD |  | ATNVEESFTI |  | LTRDIYELIK |  | KGEICIQDGW |  | EGVKSGFVPN |
| TVHSSEEAVK |  | PRKECFC    |  |            |  |            |  |            |

A: Аланін

C: Цистеїн

D: Аспарагінова кислота

E: Глутамінова кислота

F: Фенілаланін

G: Гліцин

H: Гістидин

I: Ізолейцин

K: Лізин

L: Лейцин

M: Метіонін

N: Аспарагін

P: Пролін

Q: Глутамін

R: Аргінін

S: Серин

T: Треонін

V: Валін

W: Триптофан

Кодований геном білок за функцією належить до ліпопротеїнів. 
Задіяний у таких біологічних процесах, як транспорт, транспорт білків, автофагія, метилювання. 
Білок має сайт для зв'язування з нуклеотидами, ГТФ. 
Локалізований у клітинній мембрані, мембрані, цитоплазматичних везикулах, лізосомі.